# 嚴恩棫
嚴恩棫（1886年—？年），字冶之，江蘇省太倉直隸州寶山縣人。宣統二年工科進士。

## 生平
光緒三十年(1904年)入學日本第三高等學校，三十三年(1907年)5月，文部省詢問嚴恩棫學力情況的時候，第三高等學校答以「第一年除國語一科外其他學科均與日本學生同等履修，且成績優良。其席次如左所示」。從校方提供的成績來看，第一年在81名學生中排名第5，第二年在75人中位列第19，可謂相當出色。他的學力同時也被文部省認定為「與本邦人履修同樣課程，其學力略等同」，嚴恩棫因此成為三高歷史上第一位正式畢業的留學生。畢業後在京都帝國大學繼續學習。
宣統二年(1910年)參加遊學畢業生考試，得96分（和張景光並列第一），列最優等。九月二日，內閣奉上諭：嚴恩棫著賞給工科進士。
宣統三年(1911年)，廷試一等，經學部考驗列最優等，授職翰林院庶吉士。
歷任本溪湖煤鐵礦公司技師、漢冶萍公司及漢陽鐵廠工程師、化鐵股股長兼副廠長，大冶廠冶煉股股長、廣西大學教授、國立中央研究院工程研究所專任研究員。
民國十年（1921年）奉派赴美、英、德、比等國考察煉鐵制鋼新法，返國後多事改進，惟因焦炭供應不繼，鐵爐時開時停。請假離職後先後在中央研究院及資源委員會工作，抗戰時期參加鋼鐵廠遷建委員會籌設大渡口建廠事宜，兼籌興辦雲南鋼鐵廠。勝利後，任資委會鋼鐵組委員及鋼鐵事業管理會副主委，參加華中鋼鐵廠復興計劃。去台灣後協助台灣鋼鐵廠建廠工作。民五十年（1961年）退休。